# Khandela
Khandela (hindi: खण्डेला) és una ciutat i un municipi ubicat al districte de Sikar en l'estat indi de Rajasthan.

## Història
Khandela fou també el nom d'un estat tributari protegit, una thikana feudatària de Jaipur. La capital era Khandela a 27° 37′ N, 75° 30′ E / 27.617°N,75.500°E a uns 88 km al nord-oest de Jaipur (ciutat) amb una població el 1901 de 9.156 habitants. La ciutat té dues fortaleses, Bara Pana i Chhota Pana. L'estat era governat per dues branques d'una família, sènior i júnior que pagaven un tribut de 72.550 rúpies al darbar (la cort) de Jaipur. L'estat fou fundat el 1614 per Girdhar Singh d'Amarsar que va rebre Khandela com a jagir i el títol de raja. El 1683 a la mort de Bahadur Singh, el seu fill gran Kesri Singh va rebre tres parts i el seu germà petit Fateh Singh dues parts, iniciant les branques sènior i júnior. Vers 1705 la branca júnior va ocupar el territori de la sènior però en fou expulsada el 1709 per una força combinada de Jaipur i els mogols.

## Llista de rages
- Raja GIRDHAR SINGH 1614-1623
- Raja DWARKA DAS 1623-1630
- Raja BIRSINGH DEO 1630-1663
- Raja BAHADUR SINGH 1663-1683

### Branca sènior
- Raja KESRI SINGH 1683-1697
- Raja UDAI SINGH 1697-1720 (enderrocat pel fill, mort després del 1731)
- Raja SAWAI SINGH 1720-1731
- Raja BINDRABHAN 1731-1777 (enderrocat pel fill, mort el 1806)
- Raja GOVIND SINGH 1777-1788
- Raja NARSINGH DAS 1788-1806
- Raja ABHAI SINGH 1806-1838
- Raja KISHAN SINGH 1838-1852
- Raja KUSHAL SINGH 1852-1865
- Raja FATEH SINGH 1865-1880
- Raja ANAND SINGH 1880-1884
- Raja SAWANT SINGH 1884-1889
- Raja HAMIR SINGH 1889-1935
- Raja PRATAP SINGH 1935-1943
- Raja RAM SINGH 1943-1953 (+1992)

### Branca júnior
- Raja FATEH SINGH 1683-1694
- Raja UDAI SINGH 1694-1709 of Khandela-Senior, occupied Khandela-Junior until driven out in 1709 by a combined Jaipur-Mughal force.
- Raja DHIRAJ SINGH 1709-1726
- Raja GAJ SINGH 1726-1747
- Raja INDAR SINGH 1757-1791
- Raja PRATAP SINGH 1791-1816
- Raja LAKSHMAN SINGH (raja de Sikar) 1816-1821 (sota ocupació)
- Raja LAKSHMAN SINGH II (fill de Pratap) 1821-1850
- Raja AKHEY SINGH 1850-1861
- Raja JASWANT SINGH 1861-1878
- Raja PADAM SINGH 1878-1883
- Raja RANJIT SINGH 1883-1885
- Raja SAJJAN SINGH 1885-1952
- Raja SANGRAM SINGH 1952-1953 (+1966)